# ワード郡 (テキサス州)
ワード郡 (ワードぐん、Ward County) はアメリカ合衆国テキサス州に位置する郡である。2000年現在、ここの人口は10,909人である。ここの郡庁所在地はMonahansであり、この郡はテキサス革命の兵士、w:Thomas W. Wardの名を取って命名された。

## 地理
アメリカ合衆国統計局によると、この郡は総面積2,165 km2 (836 mi2) である。このうち2,164 km2 (835 mi2) が陸地で1 km2 (0 mi2) が水地域である。総面積の0.03%は水地域となっている。

### 隣接する郡
- ウィンクラー郡  (北)
- エクター郡  (北東)
- クレーン郡  (東)
- ペコス郡  (南)
- リーブス郡  (西)
- ラヴィング郡  (北西)

## 人口動勢
2000年現在の国勢調査で、この郡は人口10,909人、3,964世帯、及び2,929家族が暮らしている。人口密度は5/km2 (13/mi2) である。2/km2 (6/mi2) の平均的な密度に4,832軒の住宅が建っている。この郡の人種的な構成は白人79.79%、アフリカン・アメリカン4.61%、先住民0.66%、アジア0.28%、太平洋諸島系0.03%、その他の人種12.52%、及び混血2.11%である。ここの人口の41.98%はヒスパニックまたはラテン系である。
この郡内の住民は30.60%が18歳未満の未成年、18歳以上24歳以下が7.80%、25歳以上44歳以下が25.10%、45歳以上64歳以下が22.20%、及び65歳以上が14.30%にわたっている。中央値年齢は36歳である。女性100人ごとに対して男性は99.80人である。18歳以上の女性100人ごとに対して男性は92.30人である。
この郡内の世帯ごとの平均的な収入は29,386米ドルであり、家族ごとの平均的な収入は36,014米ドルである。男性は31,373米ドルに対して女性は18,198米ドルの平均的な収入がある。この郡の一人当たりの収入 (per capita income) は14,393米ドルである。人口の17.90%及び家族の15.80%は貧困線以下である。全人口のうち18歳未満の20.30%及び65歳以上の20.10%は貧困線以下の生活を送っている。

## 都市及び町
- Barstow
- グランドフォールズ
- Monahans
- Pyote
- Thorntonville
- Wickett